# Wen Hui
Wen Hui, née en 1960, est une danseuse et chorégraphe chinoise.

## Biographie
Née en 1960, Wen Hui étudie la danse classique chinoise, dès son adolescence, à 13 ans,  au Conservatoire du Yunnan, inscrite par son père en 1973 pour qu’elle échappe aux travaux à la campagne de la révolution culturelle. Elle y interprète aussi une œuvre d’inspiration maoïste Le Détachement féminin rouge, qu’elle apprend par cœur. Puis, de 1985 à 1989, elle poursuit au département de chorégraphie de l'Académie de danse de Pékin. Pour autant, elle n'entre pas dans le système étatique et parvient à prolonger sa formation aux États-Unis et en Europe. Elle suit à New York plusieurs enseignements, notamment de José Limón, d’Erick Hawkins (en) et de Trisha Brown, avant de suivre des cours auprès de l'École Folkwang d'Essen, puis auprès de la compagnie de Pina Bausch, la Tanztheater Wuppertal en 1995. 
Installée à Pékin, elle fonde, avec son mari, le réalisateur de documentaires Wu Wenguang, le Living Dance Studio en 1994, un studio de danse indépendant regroupant des chorégraphes et consacré à la promotion de la danse chinoise contemporaine. Sa première œuvre chorégraphique, 100 Verbs, est présentée en 1994. Elle associe des  danseurs et des non-danseurs dans une pièce d'improvisation structurée, illustrant la vie humaine. Toilet/Living Together, présentée en 1995, est interprétée par Wen Hui et son mari Wu Wenguang, et est consacrée à leur vie célibataire. Pendant le spectacle, des images de leur vie quotidienne sont également projetées.
Ses créations font quelques fois l’objet de présentation en France, comme Report of Giving Birth (Rapport d’accouchement) présenté à Paris en 2002 au Centre national de la danse,. C’est une création collective de Wen Hui et de ses danseuses, utilisant quatre années d’enquêtes et d’entretiens avec des mères, des médecins, des journalistes, des athlètes et des sages-femmes.
En 2003, Report on Body (Rapport sur le corps) est  présenté au théâtre de la Cité internationale.  Elle y évoque les jeunes femmes rurales affluant vers Pékin, métropole de leurs rêves, et qui sont quelquefois conduites à utiliser leur corps comme un moyen de survie : pour l’auteure, même si elle s’exprime avec de l’autodérision, le corps d'une femme chinoise reste bien souvent considéré comme une marchandise, dans une société dominée par les hommes,.
Autre exemple, l’œuvre  Red est présentée au théâtre des Abbesses à Paris, dans le cadre du Festival d’automne 2017. Cette œuvre évoque le fameux ballet Le Détachement féminin rouge. Elle y mêle son propre récit personnel, ayant interprété ce ballet, et celui d’autres personnes, acteurs ou spectateurs de l’époque maoïste. L’œuvre a été créée à Shanghai en 2015, et a été présentée une seule fois à Pékin, sans publicité, à l'Institut Goethe, puis à l'étranger. Le thème de la Révolution culturelle reste un sujet politiquement sensible en Chine,. 
Parallèlement à son propre travail de chorégraphe, Wen Hui a participé à différents projets comme Geography Part II , de Ralph Lemon rassemblant des interprètes-auteurs de plusieurs pays d'Asie. Elle est également intervenue comme actrice dans une pièce de théâtre de Mou Sen, Ling Dang'an (File zero, en anglais) : c’est une pièce basée sur un poème du poète chinois contemporain Yu Jian (en), un mélange complexe de récit à la première personne, associant des images,  des extraits de films documentaires et de la poésie. Il a été créé au Kunsten Festival des Arts de Bruxelles en mai 1994, et a tourné en Europe, au Canada et aux États-Unis.